# タンクビート
『タンクビート』(TANK BEAT)は、マイルストーンが2006年11月30日に発売した、ニンテンドーDS用ゲームソフトである。ジャンルは、3Dタンクバトルアクション。
ニンテンドーWi-Fiコネクションに対応しており、最大4人まで対戦可能。
シナリオは、富永浩史が担当している。
2007年11月29日には続編『タンクビート2』が発売された。

## ゲームシステム
ゲーム画面での操作方法は、Lボタンを放している状態の「移動モード」と押している状態の「攻撃モード」によって変わる。上画面は3Dのバトルフィールドを、下画面はレーダーを表示する。十字キーでレーダーをスクロールできる。上画面はまだレーダーに映っていない敵機を視認することができる。
移動モードでは、タッチペンで自機のマーカーを指しつつ線を引くと、自機はその線に沿って移動を始める。途中で線を書き換えることで別方向にも移動可能。自機以外をタッチするとその方向に視線を向ける。
攻撃モードでは、タッチペンで敵をタッチすることにより、その敵に向かって射撃を行う(先にタッチしてから攻撃モードに移行させる方法も有効)。また、指示ボタンをタッチすることで味方への指示を変更できる。
タッチペンを有効活用している作品でもあり、少しだけ慣れが必要であるが、携帯ゲーム機で手軽に戦車を操縦できる。それとともに、対戦ツールとしての評価も高い。

## 登場人物

### アキツィア解放軍
- ヴィル・ヴィット・カジュ （声:日野聡）
- レマージュ・イア・ティグリス （声:柳瀬なつみ）
- ナイシア・ジョジーマー （声:門脇舞）
- エラル・ガザルス
- サガー・ナルシンノ
- アーデン・バージ
- ドクトル・ビントニ
- バルクス・ゾマーマニ
- カレル

### コデュッサール軍
- クルス・プロキロウル （声:立花慎之介）
- ルーデュ・イア・ティグリス
- ケーダ
- クピン
- ザリーツィン
- 教授

## 登場戦車
本作のストーリーモードに登場する戦車は全て架空の物だが、トライアルモードではストーリーモードをクリアした後に出現するトライアル専用マップをクリアする事で実在する戦車を使う事もできる。

### アキツィア王国
- クルクリ

旧式になりつつある軽戦車。軍事パレードに使用されている。
大きな砲が積めないので、高威力の機銃を搭載。
- コッキネル

新型の軽戦車。機銃と小口径砲を積んでいる。
- バトセラ

隣国より購入した中戦車。アキツィア軍の主力らしい。
- ドルカス

一騎当千の突撃砲。作中でもっとも威力の高い実弾砲を持つ。
- ディナスターG

新型重戦車。
- ディナスター2H

アキツィア軍の主力戦闘戦車(MBT)。
開発されたばかりで、コデュッサール軍の侵略に間に合わなかった。
- AMS100

坑道掘削用の特殊車両。前面にドリルを付けている。
戦闘用に機銃も搭載されている。
- ジューリスE

水陸両用戦車。

### コデュッサール
- アロトパスM

二連砲で連射可能な戦車。
- TSR98

対地ミサイル発射用車両。
- OBJEX05

教授制作の普通の砲と高威力機関銃を併設した戦車。
- OBJEX09

教授制作の自走砲。
- OBJEX13

教授制作のレーザー突撃砲。
- PSN105

コデュッサール軍の新型主力戦闘戦車。

以下は敵専用ユニットであり、プレイヤーは使用できない
- 各種戦車・装甲車
- ステルス戦車
- 対戦車ヘリ
- 河川砲艦
- キャンブリウス

### 実在戦車
ドイツ
- プーマ
- ヘッツァー
- ヤークトパンター
- シュトルムティーガー
- ティーガー２

ソビエト
- JS-2
- T-34/85
- JSU-152

アメリカ
- カリオペ
- リー